# Financial Times
The Financial Times (FT) je anglický mezinárodní deník, který klade důraz na zpravodajství o světové ekonomice. Financial Times založili v roce 1888 James Sheridan a Horatio Bottomleyse sídem v Londýně a jsou vlastněny japonskou společností Nikkei od roku 2015. V roce 1945 byl deník Financial Times sloučen se svým největším konkurentem – novinami Financial News.
Financial Times si denně přečte v průměru 2.2 milionu lidí na světě (údaj k listopadu 2011). Webová stránka ft.com má 4.5 milionu registrovaných uživatelů, více než 600,000 platících uživatelů a více než 285,000 předplatitelů. Samostatná čínská verze webových stránek deníku má 1.7 milionu registrovaných uživatelů. Všech pět světových edic (britská, evropská, asijská, americká a blízkovýchodní) má v současné době (léto 2014) denní náklad přes 230,000 kopií, přičemž je zároveň denně prodáno více než 350,000 digitálních kopií.
Největším soupeřem deníku Financial Times je americký mezinárodní ekonomický deník The Wall Street Journal, který je vydáván newyorskou společností News Corp.

## Historie
Financial Times byly během prvního měsíce své existence v roce 1888 vydávány pod názvem London Financial Guide (Londýnský finanční rádce), ale již od 13. února 1888 nesou svůj dnešní název. Noviny byly zpočátku čtyřstránkové a byly orientovány na čtenáře v rámci londýnské finanční komunity (City of London). Od ledna 1893 začaly Financial Times vycházet na světle růžovém papíře – jednak aby se odlišily od starší a respektovanější konkurence, Financial News, a jednak z důvodu ceny tisku, neboť nebělený papír byl levnější. V roce 1945 byly Financial Times s Financial News spojeny a papír lososové barvy je dnes dražší než bílý novinový papír. V roce 1957 koupila deník společnost Pearson PLC.
Deník Financial Times se začal přetvářet a růst především v 70. letech 20. století. Postupně se mu zvyšoval počet stran, počet čtenářů, rozsah zpravodajství i počet zahraničních korespondentů. Růst deníku byl způsoben začínající globalizací a ustavení angličtiny jako jazyka mezinárodního obchodu. V roce 1979 byla vytištěna první evropská verze novin. Dnes jsou Financial Times mezinárodními novinami s tiskem ve 22 lokacích a s 5 mezinárodními edicemi, které pokrývají Spojené království, kontinentální Evropu (a Afriku), Severní Ameriku, Asii a Blízký Východ.
Financial Times vychází denně od pondělí do soboty. Díky poloze a počtu svých korespondentů jsou mimo jiné považovány za hlavní zdroj informací v otázkách Evropské unie, eura a evropské ekonomiky vůbec. Webová stránka ft.com začala fungovat v květnu 1995 a od roku 2002 začala nabízet nadstandardní služby pro předplatitele. První americká edice Financial Times vyšla v roce 1997.
Deník Financial Times vydával v letech 2000 až 2012 německou verzi Financial Times Deutschland, jejíž zpravodajský a editorský tým sídlil v Hamburku. Financial Times Deutschland vycházely po celou dobu své existence v nákladu pod 100,000 kopií. Byly od počátku spojené s německou nakladatelskou společností Gruner + Jahr. Německé verzi FT se nikdy nepodařilo dosáhnout zisku, naopak za 12 let své existence vytvořila ztrátu ve výši 250 milionů eur a proto bylo její vydávání k 7. prosinci 2012 ukončeno.

## Čtenářstvo
Podle Global Capital Markets Survey (Průzkum světových kapitálových trhů), který měří čtenářské zvyklosti mezi nejdůležitějšími pracovníky největších světových finančních institucí, jsou Financial Times považovány za nejdůležitější finanční tisk, přičemž zasahují 36% výše zmíněného čtenářstva. Týdeník The Economist, který je z 50% vlastněn deníkem Financial Times, ovlivňuje 32% těchto čtenářů a deník The Wall Street Journal 25% z nich.
Stejně tak průzkum mezi členy Worldwide Professional Investment Community (Světové společenství profesionálních investic) umístil Financial Times na první místo jako nejdůvěryhodnější zdroj finančních a ekonomických zpráv. Na druhém místě pak skončil deník The Wall Street Journal a na třetím místě týdeník The Economist.

## Obsah
Obsah deníku Financial Times je složen ze dvou částí. První sekce obsahuje domácí a mezinárodní zpravodajství, komentáře redakce a redaktorů a názory světových politiků, akademiků a komentátorů. Druhou sekci novin představují finanční data a zpravodajství o společnostech a trzích.
Sobotní verze deníku, která se jmenuje Financial Times Weekend, je rozsáhlejší a de facto obsahuje i čtení na víkend, jak tomu bývá v angloamerických tištěných médiích zvykem. Jednou měsíčně vychází zároveň se sobotním vydáním i magazín How to Spend (Jak utrácet), jehož obsah je věnován luxusu – bytům, domům, automobilům, jachtám, módě, cestování, umění, jídlu a podobně.
Financial Times mají 475 novinářů, přičemž 110 z nich pracuje mimo Velkou Británii. V roce 2006 došlo ke snížení počtu členů redakce z 525 na současný počet 475. Mezi nejvýznamnější členy redakce patří hlavní ekonomický komentátor Martin Wolf, hlavní mezinárodně-politický komentátor Gideon Rachman nebo vedoucí FT kanceláře ve Washingtonu Edward Luce. Šéfredaktorem Financial Times je od roku 2006 Lionel Barber.

## Postoje redakce
Deník podporuje volný trh a je zastáncem globalizace. V 80. letech 20. století podporoval ekonomickou politiku Margaret Thatcherové a Ronalda Reagana, nicméně od britských parlamentních voleb v roce 1992 je spíše na straně Labouristické strany. Postoje redakce je většinou proevropský, nicméně redakce nepodporuje členství v eurozóně. Financial Times nesouhlasily s válkou v Iráku. V amerických prezidentských volbách podporovaly Financial Times Baracka Obamu, jak proti Johnu McCainovi v roce 2008, tak proti Mittu Romneymu v roce 2012.

## Další aktivity spojené s FT
Společnosti Pearson PLC patří kromě Financial Times polovina akcií týdeníku The Economist a také prodává další mediální produkty s ekonomickým zaměřením – na příklad FT Business, FT Search Inc., FT Money, FT Knowledge, FT Predict.
Financial Times také publikují řadu tržních indexů – zejména FTSE 100 (společně s Londýnskou burzou).